# Gli Opera
Gli Opera sono stati un gruppo musicale pop italiano, attivo tra il 1975 e il 1985.

## Storia del gruppo
La formazione originaria comprendeva Filiberto Ricciardi (tastiere e voce, proveniente dai Gens), Pino Allegro (basso), Pippo "Mancino" Mantineo (chitarre) e Vincenzo Maccagnani (batteria), unico non messinese. Successivamente la compagine subì dei cambi d'organico: Antonello Barrilà sostituì Pino Allegro al basso, Carlo Simone sostituì Pippo Mantineo alla chitarra, prima Pippo Adorno e poi Pino Salpietro sostituirono Vincenzo Maccagnani alla batteria al punto che tutti i musicisti componenti la band facevano base a Messina.
Qualche anno dopo il complesso, spostando la sua base in un'altra regione italiana, trovò una sua stabilità con una nuova formazione che comprendeva la seguente compagine: Vanni Comotti (Treviglio, 7 marzo 1955), Lele Bellin (Borgo di Terzo, 21 dicembre 1956), Mario Lambiase (Torino, 15 gennaio 1957), Antonello Barrilà (Messina, 22 settembre 1952), Mario Volanti (Messina, 22 settembre 1953). Tempo dopo (dal 1982 al 1985) il bassista Piero Pasini, musicista bergamasco, rilevò il posto di Barillà.
Il complesso degli Opera debuttò al Festivalbar 1975 con il brano Donna di chi (musica di Filiberto Ricciardi; testo di Daniele Pace), che venne presentato anche nel programma televisivo Adesso musica, condotto da Nino Fuscagni e Vanna Brosio.
La band partecipò al Festival di Sanremo 1976 con L'ho persa ancora (musica di Filiberto Ricciardi; testo di Daniele Pace e Oscar Avogadro), canzone che fu pubblicata anche negli U.S.A.; nel 1977 al Festivalbar con il brano Stelle su di noi e alla medesima manifestazione nel 1979 con Il diario dei segreti (musica di Giuseppe Adorno; testo di Claudio Daiano) e nel 1981 con Guerriero (musica e testo di Antonello Barillà).
Nel 1978 ebbero successo in tutta italia con lo spettacolo teatrale Aria, acqua, terra e fuoco, in cui eseguivano alcune canzoni che richiamavano i quattro elementi citati nel titolo, e da cui fu tratto il 45 giri Re Salomone/Aria, acqua, terra e fuoco.
Nel 1985, dopo lo scioglimento del complesso, Filiberto Ricciardi, conseguirà il diploma di oboe al conservatorio Giuseppe Verdi di Milano e si dedicherà alla carriera di tenore.

## Discografia

### 33 giri
- 1981 - Le nostre canzoni (CBS)

### 45 giri
- 1975 - Donna di chi/Se tu, se mai (CBS, 3260)
- 1976 - L'ho persa ancora/Se tu, se mai (CBS, 4042)
- 1976 - L'ho persa ancora/Se tu, se mai (Peters International, PI 434; pubbcliato negli Stati Uniti)
- 1976 - Lei bambina lei signora/Cara (EMI, 3C 006-18209)
- 1977 - Stelle su di noi/Cucciolo (Durium, LdAI 7980)
- 1978 - Re Salomone/Aria, acqua, terra e fuoco (Durium, LdAI 8001)
- 1979 - Volare mai/Vecchio mercante (Durium, LdAI 8085)
- 1979 - Il diario dei segreti/1000 anni luce (Durium, LdAI 8038)
- 1980 - Lascia che sia/Senti (Durium, LdAI 8078)
- 1981 - Guerriero/Con lei (Radio Records, 7210)
- 1981 - Guai/La luce del mattino (Radio Records, 7233)
- 1984 - Getta la maschera/Sabbia (Taqua Records, TQ 34007)